# Georges Martin (écrivain)
Pour les articles homonymes, voir Martin et Georges Martin.
Georges Martin (1905-1981) est un écrivain français.

## Biographie
Né le 17 janvier 1905 à Nîmes, Georges Martin fonde à l'instigation de Frédéric Mistral la Jouvènço Nimesenco. Il fréquente divers poètes provençaux, comme Baptiste Bonnet, Guillaume Laforêt ou Bernard de Montaut-Manse.
Il devient lui-même journaliste et conférencier, et fonde en 1930 la société félibréenne La Tour Magne (qui fusionne la Jouvènço et la société Nemausa d'Albert Eloy-Vincent). Entrant ensuite en littérature, il se promet : « Je n'écrirai rien qui ne soit à la terre dont je proviens. » Il publie divers recueils de poèmes. Il exerca la profession de bijoutier.
Après la Libération, il collabore au Monde, aux Nouvelles littéraires et au Midi libre ; il reprend en 1946 la direction de La Chronique nîmoise, fondée par Paul Guiraud, qui paraît jusqu'en 1952. En 1952, il est élu majoral du Félibrige, (Cigalo de la Patrio), et en 1970 membre de l'Académie de Nîmes. En 1968, il publie Dins li carriero au tems passa, où il cherche à immortaliser les « petits métiers » (rémouleur, tondeur de chien, arracheur de dents, etc.) de Nîmes.
Il est à l'origine de la création en 1941 du groupe folklorique nîmois Lou Velout de Nîmes, dont les activités perdureront jusqu'en 1972.

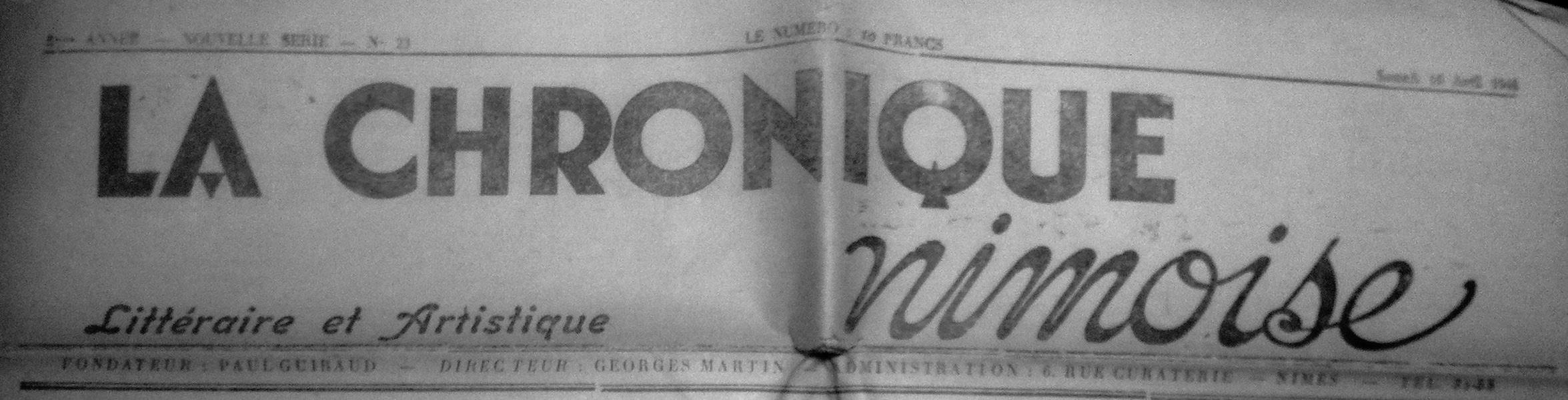
La Chronique Nîmoise de Paul Guiraud 1948

Il est l'époux de Geneviève Ribard, autrice de Fleurs amères et d'Heures lentes.
Il meurt à Montpellier le 6 mai 1981.

## Ouvrages
- Ombres fidèles, Aix-en-Provence, Le Feu, 1937 (BNF 32423791).
- (oc) Dins li carriero au tems passa (ill. Louis Jou), Avignon, Roumanille, 1968 (BNF 33091714).
- (oc) L'Amenlié de Nimes, Nîmes, La Tour Magne, 1970 (BNF 35407403).
- Nîmes dans la littérature, Nîmes , Georges Martin, 1972.

## Prix
- Prix d'Académie 1943[6].
- Prix Lucien-Tisserant 1968[6].
- Prix Saintour 1973[6].
- Prix Roland de Jouvenel 1980[6].